# Садл Брук (Њу Џерзи)
Садл Брук (енгл. Saddle Brook) град је у америчкој савезној држави Њу Џерзи.

## Демографија
По попису из 2000. године број становника је 13.155.
| Група             | 2000.          | 2010.    |
| Белци             | 11.400 (86,7%) | 0 (0,0%) |
| Афроамериканци    | 183 (1,4%)     | 0 (0,0%) |
| Азијати           | 623 (4,7%)     | 0 (0,0%) |
| Хиспаноамериканци | 825 (6,3%)     | 0 (0,0%) |
| Укупно            | 13.155         | 0        |